# 櫻小路鹿乃子
櫻小路鹿乃子（日语：桜小路かのこ，8月1日—），日本漫畫家，東京都出身，血型為AB型。

## 經歷
1999年以〈ライブがはねたら〉入圍第45回小學館新人漫畫大賞的少女・女性部門，翌年以同作品刊登於小學館《別冊少女漫畫》4月5日號而出道。之後以月刊《Betsucomi》為中心活動。
2009年作品《黑鳥戀人~BLACK BIRD~》榮獲第54屆小學館漫畫賞少女向部門賞。

## 作品列表
台灣中文版幾乎由東立出版社進行代理。
- 小鈴家的天才貓（鈴ちゃんの猫）（全2卷）
- 脫下你的白衣（その白衣を脱いで）
- 戀愛家家酒（「ごっこ」-恋愛遊戯-）（長鴻出版社）
- 星星寶貝（Baby,Star）
- 溫柔的手（やさしい手）
- 歌舞伎王子（楽屋裏王子）
- 樂園
- 我倆的禁忌戀曲（ゆるされていない私たち）
- 頂尖歌舞伎王子（極付 楽屋裏王子）
- 暴君的當鋪（王様の質屋）
- 英國貴族御用少女（英国貴族御用達）
- BLACK BIRD～黑鳥戀人～（全18卷）
- BLACK BIRD～黑鳥戀人～公式漫迷手冊（BLACK BIRD公式ファンブック）未代理
- LAST NOTES～最後的香氣～（ラストノーツ）（全3卷）
- 青樓綺譚（青楼オペラ）（既刊9卷）

以下為小說
- BLACK BIRD～黑鳥戀人～ －MISSING－（BLACK BIRD - MISSING -） （作者：時海結以）

短篇
- English Garden（小學館出版）

收錄於漫畫合集《令人落淚的戀物語》（BITTER 泣けちゃう恋物語）當中。

## 外部連結
- 桜小路苑 （页面存档备份，存于） - 官方網站
- kanokoblog （页面存档备份，存于） - 部落格
- 櫻小路鹿乃子的X（前Twitter）